# Lycée de Xuancheng
Le lycée de Xuancheng (chinois : 宣城中学) est un établissement public d'enseignement fondé en 1906 à Xuancheng, dans la province d'Anhui. C'est l'un des plus anciens lycées de Chine.

## Élèves notoires
- Zhang Bojun (en) (1895-1969), homme politique chinois.
- Ren Xinmin (1915-2017), scientifique chinois, un des principaux acteurs des programmes de missiles spatiaux de la Chine.
- Ding Xueliang (zh) (né en 1953) : professeur à l'université des sciences et technologies de Hong Kong.